# Духовщинский уезд
Духовщинский уезд — административная единица в составе Смоленского наместничества и Смоленской губернии, существовавшая в 1775—1796 и 1802—1929 годах. Центр — город Духовщина.

## История
Касплинский уезд в составе Смоленского наместничества был образован в 1775 году в ходе административной реформы Екатерины II. Центром был назначен город Каспля. В 1777 году центр уезда был перенесён в Духовщину, а сам уезд переименован в Духовщинский. В 1796 году уезд был упразднён, однако уже в 1802 году он был восстановлен в составе Смоленской губернии. 
25 марта 1918 года уезд был провозглашен частью Белорусской народной республики, а 1 января 1919 года в соответствии с манифестом І съезда КП(б) Белоруссии уезд вошёл в состав Социалистической Советской Республики Белоруссия.
В 1925 году центр уезда был перенесён в Ярцево, а уезд переименован в Ярцевский. В 1927 году к Ярцевскому уезду была присоединена часть территории упразднённого Дорогобужского уезда.
В 1929 году Смоленская губерния и все её уезды были упразднены, а их территория вошла в новую Западную область.

## Административное деление

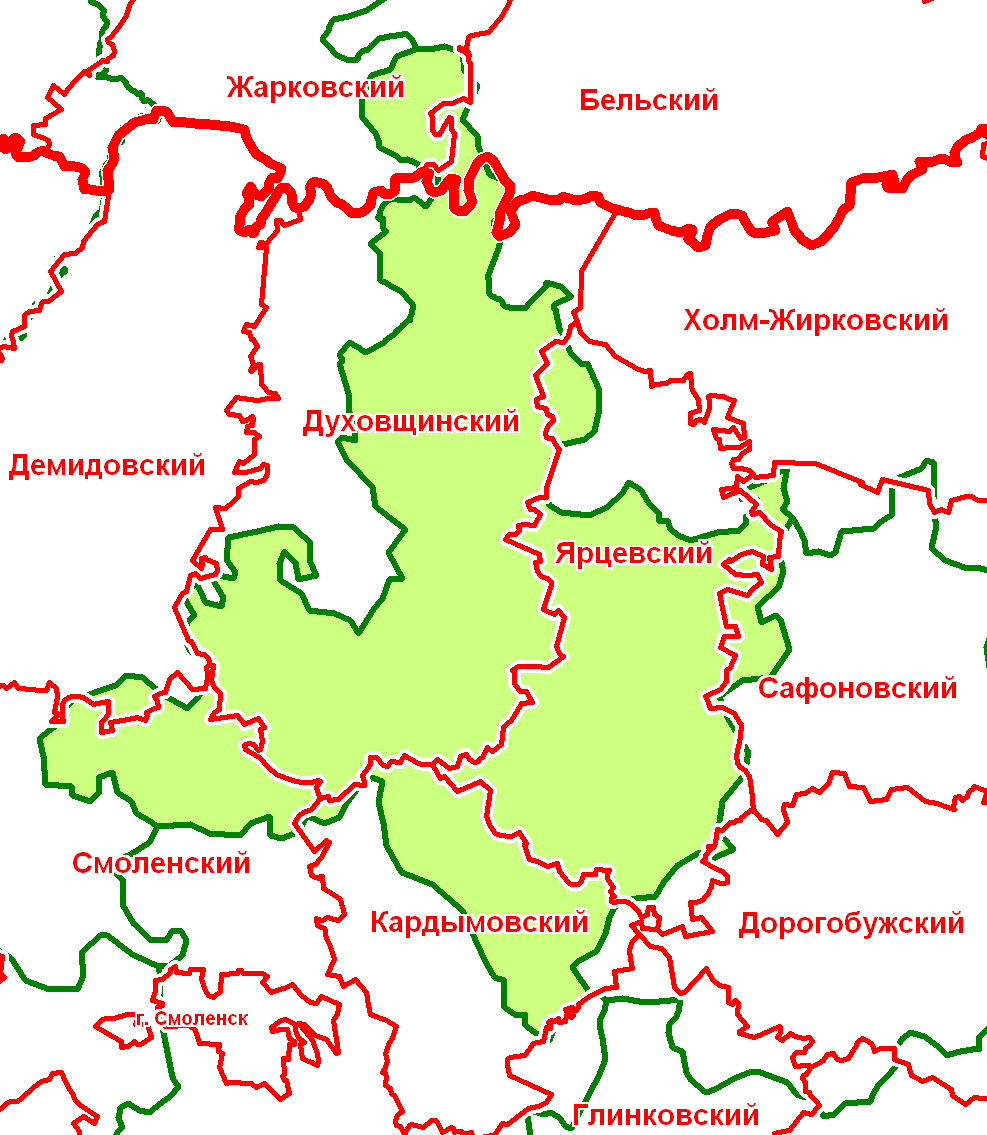
Духовщинский уезд в современной сетке районов

В 1890 году в состав уезда входило 15 волостей
| № п/п | Волость               | Волостное правление    | Число селений | Население |
| ----- | --------------------- | ---------------------- | ------------- | --------- |
| 1     | Горкинская            | д. Горки               | 33            | 5337      |
| 2     | Зимицкая              | с. Зимец               | 98            | 7168      |
| 3     | Капыревщинская        | с. Капыревщина         | 67            | 7220      |
| 4     | Кубаровская           | с. Кубарово            | 54            | 5628      |
| 5     | Никоновская           | с. Чижово              | 57            | 4835      |
| 6     | Озерецкая             | с. Преображенское      | 38            | 2891      |
| 7     | Подселицкая           | с. Подселица           | 68            | 7526      |
| 8     | Пречистенская         | с. Пречистое           | 75            | 8247      |
| 9     | Присельская           | с. Приселье            | 87            | 5236      |
| 10    | Ратчинская            | с. Надва               | 43            | 5470      |
| 11    | Суетовская            | с. Суетово             | 76            | 5300      |
| 12    | Сущевская             | с. Сущево              | 79            | 4693      |
| 13    | Сырокоренско-Липецкая | с. Сырокоренские Липки | 46            | 4732      |
| 14    | Тюховицкая            | с. Шиловичи            | 80            | 9136      |
| 15    | Узвозская             | с. Сошно               | 43            | 5876      |

В 1913 году в уезде было 15 волостей: Ратчинская волость переименована в Надвинскую, Тюховицкая — в Шиловичскую, Никоновская — в Чижевскую, упразднены Озерецкая, Подселицкая волости, образованы Воротышенская (с. Воротышино), Тяполовская (с. Тяполово) волости.
К 1926 году волостей стало 5: Духовщинско-Пригородная, Копыревщинская, Пречистенская, Чижевская (центр — с. Булгаково), Ярцевская.
На 1 января в состав уезда входило 8 волостей: Дорогобужская, Духовщинско-Пригородная, Копыревщинская, Пречистенская, Сафоновская (центр — станция Дорогобуж), Слободская, Чижевская (центр — с. Булгаково), Ярцевская.
.

## Население
По данным переписи 1897 года в уезде проживало 124,3 тыс. чел. В том числе русские — 98,3 %. В городе Духовщине проживало 3109 чел.